# 김극성
김극성(金克成, 1474년 8월 10일(윤 6월 19일) ~ 1540년 5월 20일(음력 4월 5일))은 조선 중기의 문신으로, 자는 성지(成之), 본관은 광산(光山)이다. 김주정(金周鼎)의 7대손이다.

## 가족 관계[3]
- 부친 : 김맹권(金孟權)
  - 부인 : 이문충(李文忠)의 딸 신평 이씨[4]
    - 장남 : 김인사(金麟士, 1508 ~ ?)
    - 며느리 : 권준(權凖)의 딸 안동 권씨
    - 며느리 : 이삼(李參)의 딸 전주 이씨
      - 손자 : 김내륜(金乃崙, 1536 ~ ?)[5]
      - 손녀 : 김아랑(金阿娘, 1538 ~ ?)
      - 손녀 : 김아영(金阿英, 1541 ~ ?)
      - 손자 : 김경록(金景祿, 1543 ~ ?)
      - 손녀 : 김계영(金季英, 1544 ~ ?)
      - 손자 : 김경지(金景祉, 1545 ~ ?)
      - 손자 : 김경상(金景祥, 1549 ~ ?)
      - 손자 : 김경조(金景祚, 1551 ~ ?)

    - 며느리(양첩) : 이름 미상
      - 서손자 : 김경기(金景祺, 1564 ~ ?)

    - 며느리(측실) : 노비 출신 - 이름 미상
      - 서손자 : 김경복(金景福, 1576 ~ ?)
      - 서손자 : 김경진(金景禛)

    - 장녀 : 광산 김씨
    - 사위 : 홍주 이씨 이좌명(李佐明)
      - 외손자 : 이운기(李雲起, 1534 ~ ?)
      - 외손녀 : 부안 임씨 임팽담(林彭聃)의 처
      - 외손녀 : 남양 홍씨 홍일민(洪逸民)의 처

    - 차녀 : 광산 김씨
    - 사위 : 파평 윤씨 윤지양(尹之讓)
      - 외손녀 : 전주 이씨 이량(李樑)의 처
      - 외손녀 : 경주 최씨 최희령(崔希齡)의 처

    - 3녀 : 광산 김씨
    - 사위 : 경주 이씨 이몽규(李夢奎, 1510 ~ 1563)
      - 외손자 : 이희삼(李希參, 1536 ~ ?)
      - 외손녀 : 양주 조씨 조람(趙擥)의 처(? ~ 1605)[6]

## 생애
1498년(연산 4) 별시문과에 급제하여 사간원헌납과 전적(典籍)을 거쳐, 병조정랑·사인(舍人) 등을 역임하였다. 1506년 중종 반정에 가담하여 분의정국공신(奮義靖國功臣)에 녹훈되고 장례원판결사(掌隷院判決事)· 병조참의와 우승지를 역임하고 가선대부(嘉善大夫)로 승진, 광성부원군(光城府院君)에 책봉되었다.
1518년(중종 13) 삼공(三公)에 문무 겸비의 인물로 천거되어 동지중추부사를 거쳐서 예조참판으로 전임되었다. 다시 경상우병사·경상도관찰사를 역임하고, 이후 사헌부대사헌을 거쳐서 이듬해 공조참판으로 정조사(正朝使)에 임명되어 북경을 다녀왔다.
1523년 예조판서·우참찬·이조판서를 지내다가 잠시 평안도관찰사가 되었는데 이후 다시 내직으로 돌아와서 다시 이조판서·예조판서로 특진관을 겸하고 우찬성이 되었으며, 연이어 지중추부사로 물러났다가 다시 예조판서·대사헌·우찬성·좌찬성 등을 하고 다시 우찬성·병조판서를 거쳐서 좌찬성까지 올랐으나 권신 김안로(金安老)의 미움을 받아 그 일파의 모함으로 1531년(중종 26)정광필(鄭光弼)과 함께 흥덕(興德)에 유배되었다. 이듬해 김안로가 죽자 귀양에서 풀려 우의정에 발탁되었다. 시호는 충정(忠貞)이다.

## 평가
비교적 한미한 집안 출신으로 학문이 높아 글씨를 잘 썼으나, 당시 사림과의 관계는 원만하지 못했다.